# Departamento de Parral
| Departamento de Parral    | Departamento de Parral |
| ------------------------- | ---------------------- |
| Cabecera:                 | Parral                 |
| Superficie:               | km²                    |
| Habitantes:               | hab                    |
| Densidad:                 | hab/km²                |
| Comunas/ Subdelegaciones: | - Parral - Retiro      |
| Ubicación                 |                        |
|                           |                        |

| Departamento de Parral | Departamento de Parral |
| ---------------------- | --- |
| Cabecera:              | Parral |
| Superficie:            | km² |
| Habitantes:            | hab |
| Densidad:              | hab/km² |
| Subdelegaciones:       | - 1ª Oriente - 2ª Poniente - 3ª Perqulauquén - 4ª Curipeumo - 5ª San José - 6ª San Nicolás - 7ª Rinconada - 8ª Santa Filomena - 9ª Huenutil - 10ª Pencahue |
| Municipalidades:       | - capital departamental: - Parral - otras municipalidades (1891) - Rinconada de Parral (1891)                                                              |
| Ubicación              | |
|                        | |

El Departamento de Parral es una antigua división territorial de Chile. Fue creado sobre la base del antiguo Partido de Parral, dependiente de la Intendencia de Concepción. En 1826, pasó a pertenecer a la creada Provincia de Maule. La cabecera del departamento fue Parral
En 1873, se crea la Provincia de Linares, de la que pasa a ser su departamento.
Con el DFL 8582, del 30 de diciembre de 1927, vuelve a integrar la Provincia de Maule. En 1936, se restituye la Provincia de Linares.

## Límites
El Departamento de Parral limitaba:
- al norte con el Departamento de Linares.
- al oeste con el Departamento de Cauquenes.
- al sur con el Departamento de San Carlos.
- al este con la Cordillera de Los Andes.

## Administración
La administración estuvo en Parral, en donde se encontraba la Gobernación Departamental. Para la administración local del departamento se encuentra, además, la Ilustre Municipalidad de Parral.
El 22 de diciembre de 1891, se crea la Municipalidad de Rinconada de Parral, con sede en Rinconada de Parral, administrando las subdelegaciones 4.ª, Curipeumo; 5.ª, San José; 6.ª, San Nicolás y 7.ª, Rinconada del departamento con los límites que les asigna el decreto del 29 de septiembre de 1888. 
Las subdelegaciones restantes (1.ª, Oriente; 2.ª, Poniente; 3.ª, Perquilauquén; 8.ª, Santa Filomena; 9.ª, Huenutil y 10.ª, Pencahue) del departamento con los límites que les asigna el 29 de septiembre de 1888 son administradas por la Ilustre Municipalidad de Parral.

## Subdelegaciones
De acuerdo al decreto del 29 de septiembre de 1888, las siguientes son las subdelegaciones:
- 1.ª, Oriente
- 2.ª, Poniente
- 3.ª, Perquilauquén
- 4.ª, Curapeumo
- 5.ª, San José
- 6.ª, San Nicolás
- 7.ª, Rinconada
- 8.ª, Santa Filomena
- 9.ª, Huenutil
- 10.ª, Pencahue

## Comunas y subdelegaciones (1927)
De acuerdo al DFL 8583 en el departamento se crean las siguientes comunas y subdelegaciones:
- Parral, que comprende las antiguas subdelegaciones: 1.a, Oriente; 5.a, Poniente; 3.a, Perquilauquén; 8.a, Santa Filomena; 9.a, Huenutil, y 10.a, Pencahue.
- Retiro, que comprende las antiguas subdelegaciones: 4.a, Curipeumo; 5.a, San José, 6.a, San Nicolás; y 7.a, Rinconada.

La antigua Municipalidad de Rinconada de Parral, pasa a llamarse Retiro. 